# Condado de Bland (Virginia)
El condado de Bland (en inglés: Bland County) es un condado en el estado estadounidense de Virginia. En el censo de 2000 el condado tenía una población de 6.871 habitantes. La sede de condado es Bland. El condado fue formado en 1861 a partir de porciones de los condados de Giles, Tazewell y Wythe. Fue nombrado en honor a Richard Bland, un estadista de Virginia.

## Geografía
Según la Oficina del Censo, el condado tiene un área total de 929 km² (359 sq mi), de la cual 929 km² (359 sq mi) es tierra y 0 km² (0 sq mi) es agua.

### Condados adyacentes
- Condado de Mercer, Virginia Occidental (norte)
- Condado de Giles (noreste)
- Condado de Pulaski (sureste)
- Condado de Wythe (sur)
- Condado de Smyth (suroeste)
- Condado de Tazewell (oeste)

### Áreas protegidas nacionales
- George Washington and Jefferson National Forests

## Demografía
En el  censo de 2000, hubo 6.871 personas, 2.568 hogares y 1.908 familias residiendo en el condado. La densidad poblacional era de 19 personas por milla cuadrada (7/km²). En el 2000 había 3.161 unidades unifamiliares en una densidad de 9 por milla cuadrada (3/km²). La demografía del condado era de 94,82% blancos, 4,19% afroamericanos, 0,09% amerindios, 0,12% asiáticos, 0,01% isleños del Pacífico, 0,09% de otras razas y 0,68% de dos o más razas. 0,47% de la población era de origen hispano o latino de cualquier raza. 
La renta promedio para un hogar del condado era de $30.397 y el ingreso promedio para una familia era de $35.765. En 2000 los hombres tenían un ingreso medio de $30.801 versus $23.380 para las mujeres. La renta per cápita para el condado era de $17.744 y el 9,10% de la población estaba bajo el umbral de pobreza nacional.

## Ciudades y pueblos
- Bland
- Rocky Gap